# Parafia Najświętszego Zbawiciela w Poznaniu
Parafia pw. Najświętszego Zbawiciela w Poznaniu – parafia rzymskokatolicka znajdująca się w archidiecezji poznańskiej w dekanacie Poznań-Stare Miasto. Siedziba parafii mieści się przy ulicy Fredry.

## Historia
Obszar parafii pierwotnie przynależał do parafii pw. św. Marcina oraz parafii jeżyckiej. Po II wojnie światowej dawny zbór ewangelicki zbudowany w latach 1866–1869 został przekazany w użytkowanie Kościołowi katolickiemu. W związku ze zniszczeniem kościoła św. Marcina przez hitlerowców w 1945 roku przez pierwsze lata powojenne służył jako tymczasowa świątynia parafialna. 1 sierpnia 1950 roku dekretem abp. Walentego Dymka, ówczesnego metropolity poznańskiego, powołano do istnienia nową parafię, której nadano wezwanie Najświętszego Zbawiciela. Liczyła wówczas ok. 7 tys. mieszkańców.

## Zasięg parafii
Do parafii przynależą katolicy zamieszkujący centrum Poznania oraz wschodnią część Jeżyc.
- Poznań – ulice: 27 Grudnia (nry 19–21), 3 Maja (nry 45, 47, 49), Dąbrowskiego (nry 1–11), Działyńskich, Fredry, Garncarska (nr 10), Gwarna, Kantaka (nry 8–10), Kościuszki (nry 70–112), Krasińskiego (nry 1–12), Libelta, Mickiewicza (nry parzyste 2–36), Niepodległości (nry parzyste 18–26, nry nieparzyste 29–35), Noskowskiego, Poznańska (nr 57), Ratajczaka (nr 45), pl. Cyryla Ratajskiego (nry 1–6a), Roosevelta (nry 2–11), Słowackiego (nry 8/10, 12), Święty Marcin (nry 57–78), Taczaka (nr 11), Wieniawskiego, Zacisze, Zwierzyniecka (nr 10).

## Miejsca kultu
- Kościół Najświętszego Zbawiciela w Poznaniu,
- Kościół Najświętszej Maryi Panny Królowej Różańca Świętego w Poznaniu (kościół dominikanów),
- Pomnik Najświętszego Zbawiciela w Poznaniu

## Proboszczowie
- 1950–1961 ks. Jan Kanty Noryśkiewicz
- 1962–1981 ks. Leon Rogalewski
- 1981–2009 ks. Leonard Poloch
- 2009–2017 ks. Paweł Pacholak
- 2017–2021 ks. Waldemar Szlachetka
- od 2021 ks. dr Jacek Stępczak[5]

## Galeria

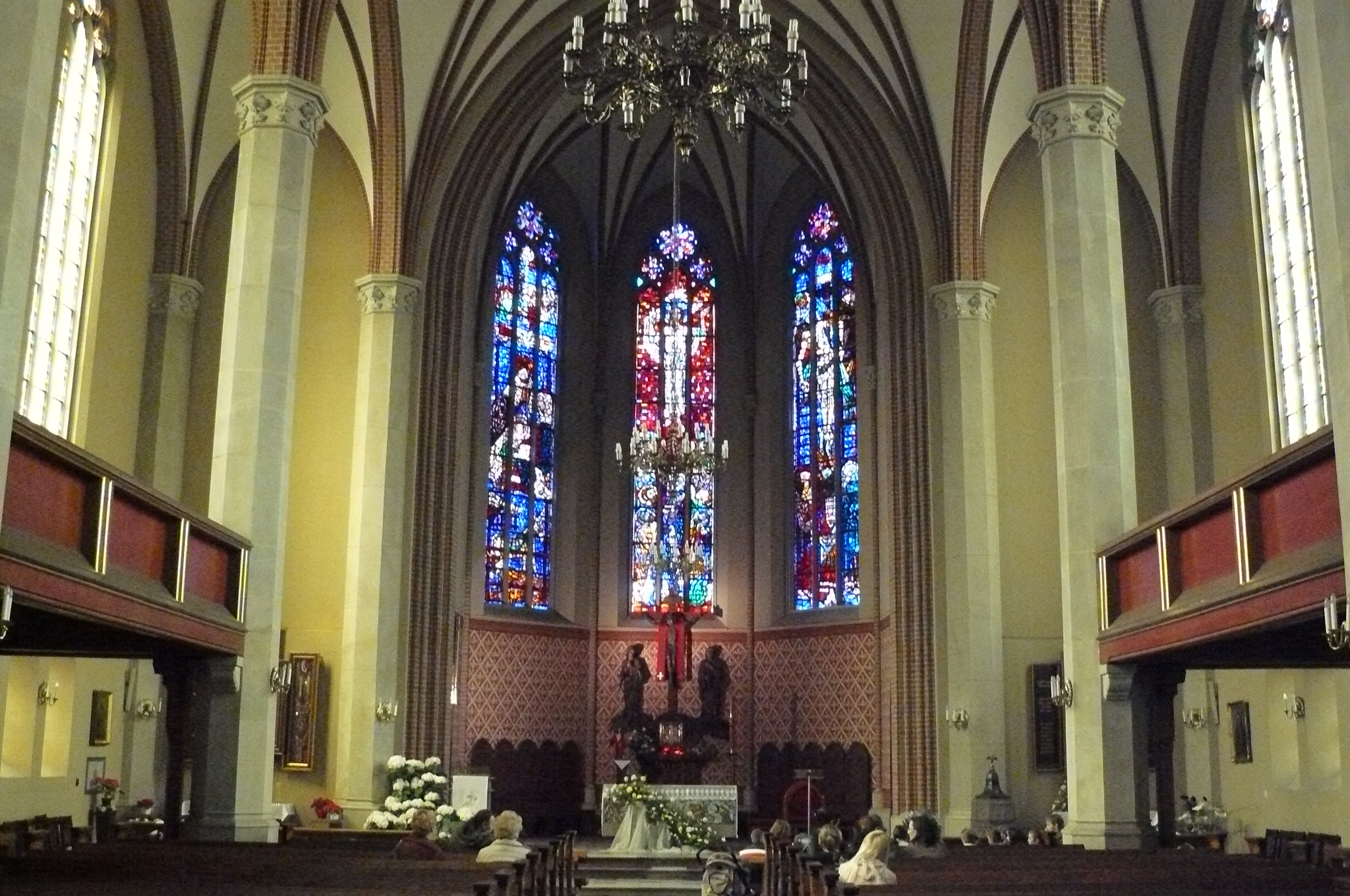
Wnętrze kościoła
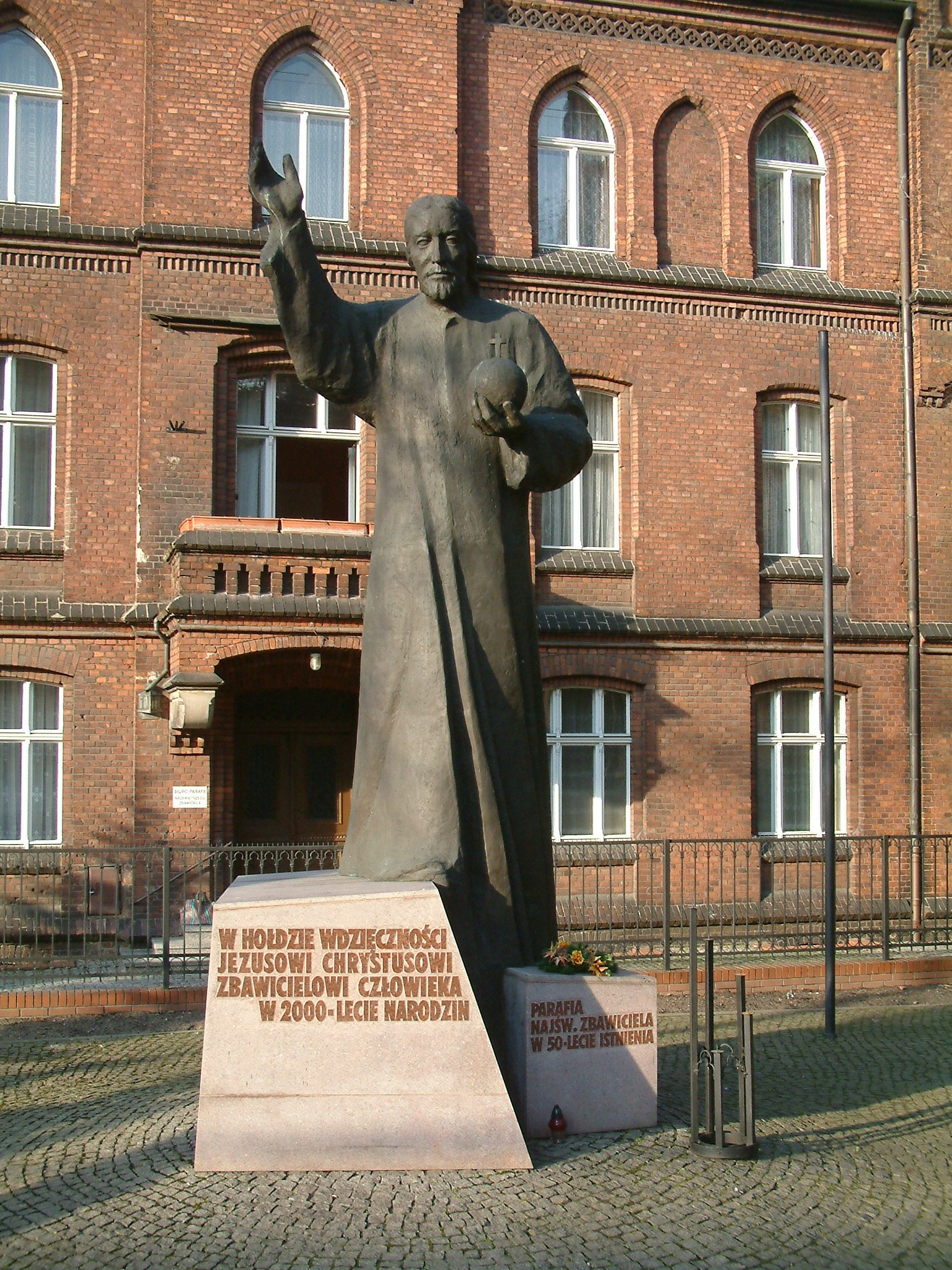
Pomnik Najświętszego Zbawiciela
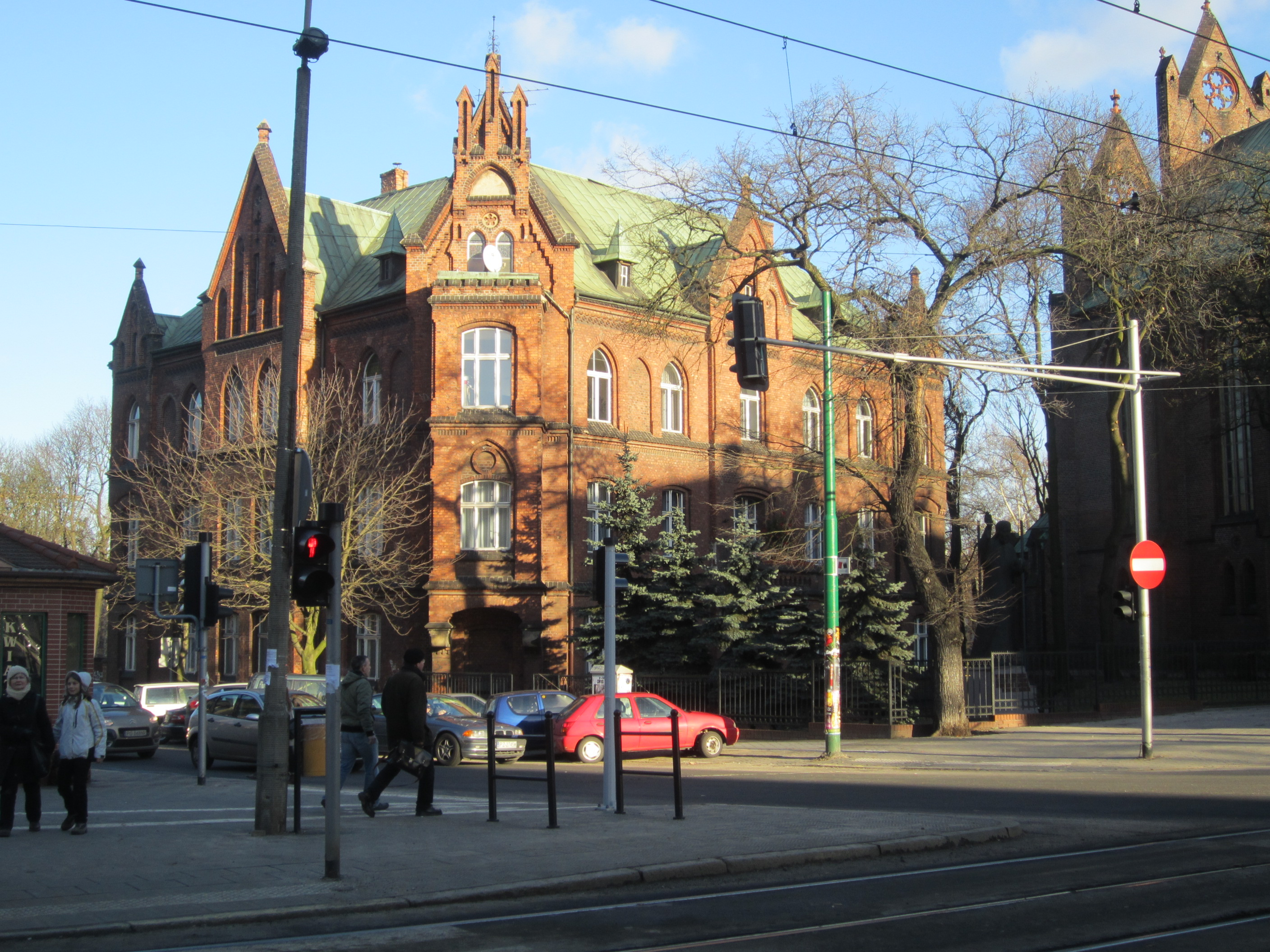
Dom parafialny (dawna pastorówka)
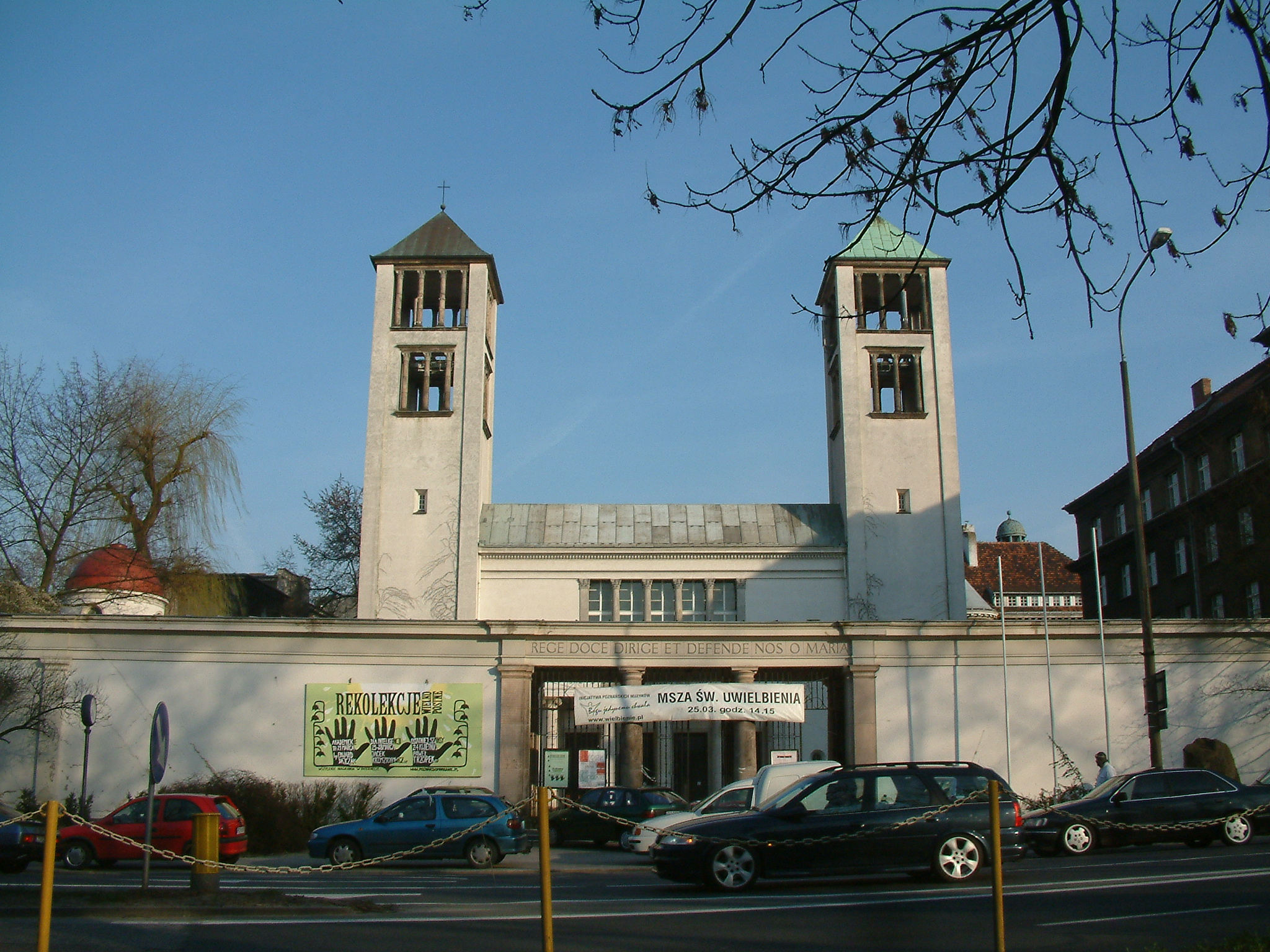
Kościół dominikanów
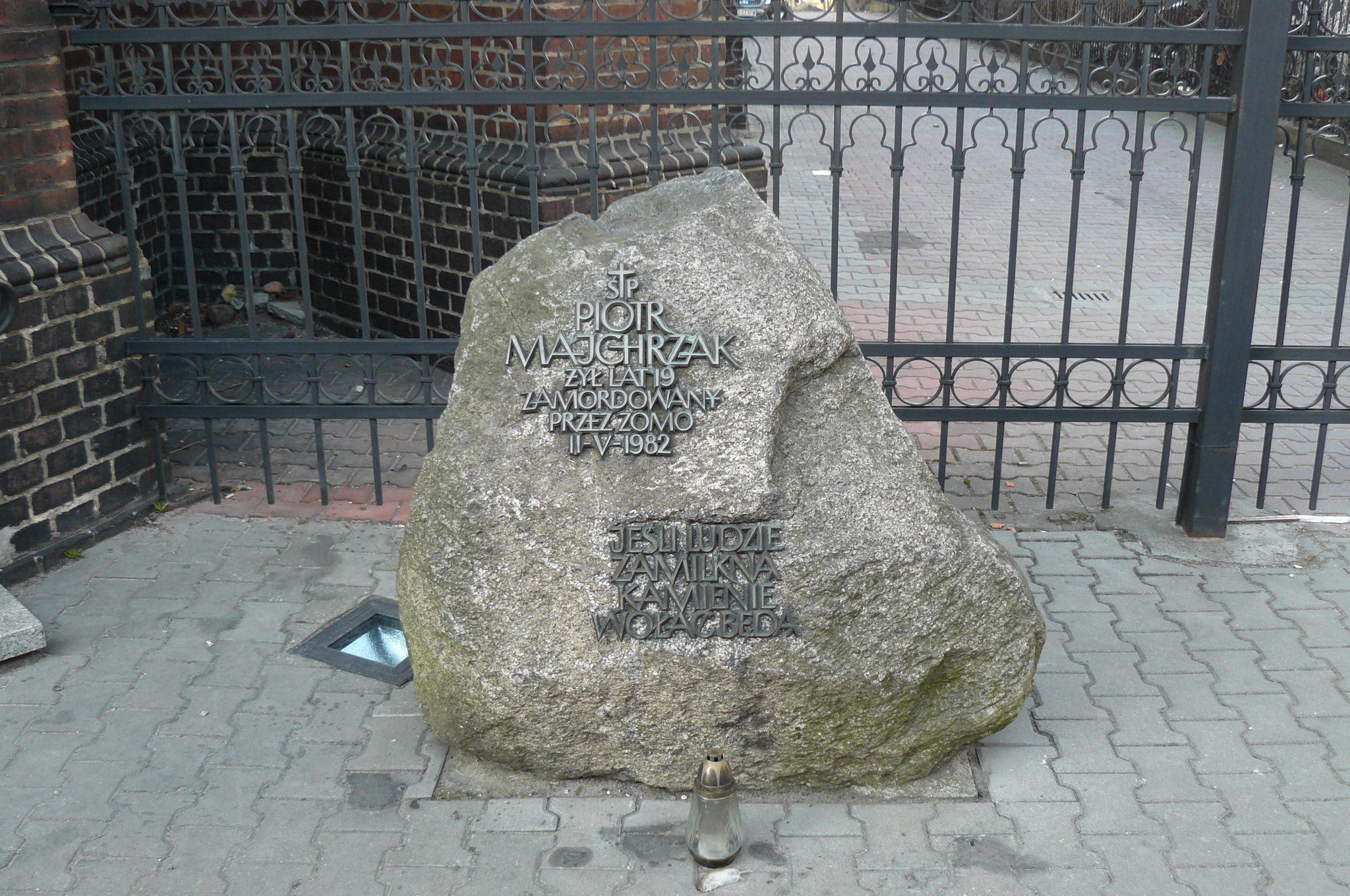
Głaz ku pamięci Piotra Majchrzaka